# Bantus von Trier

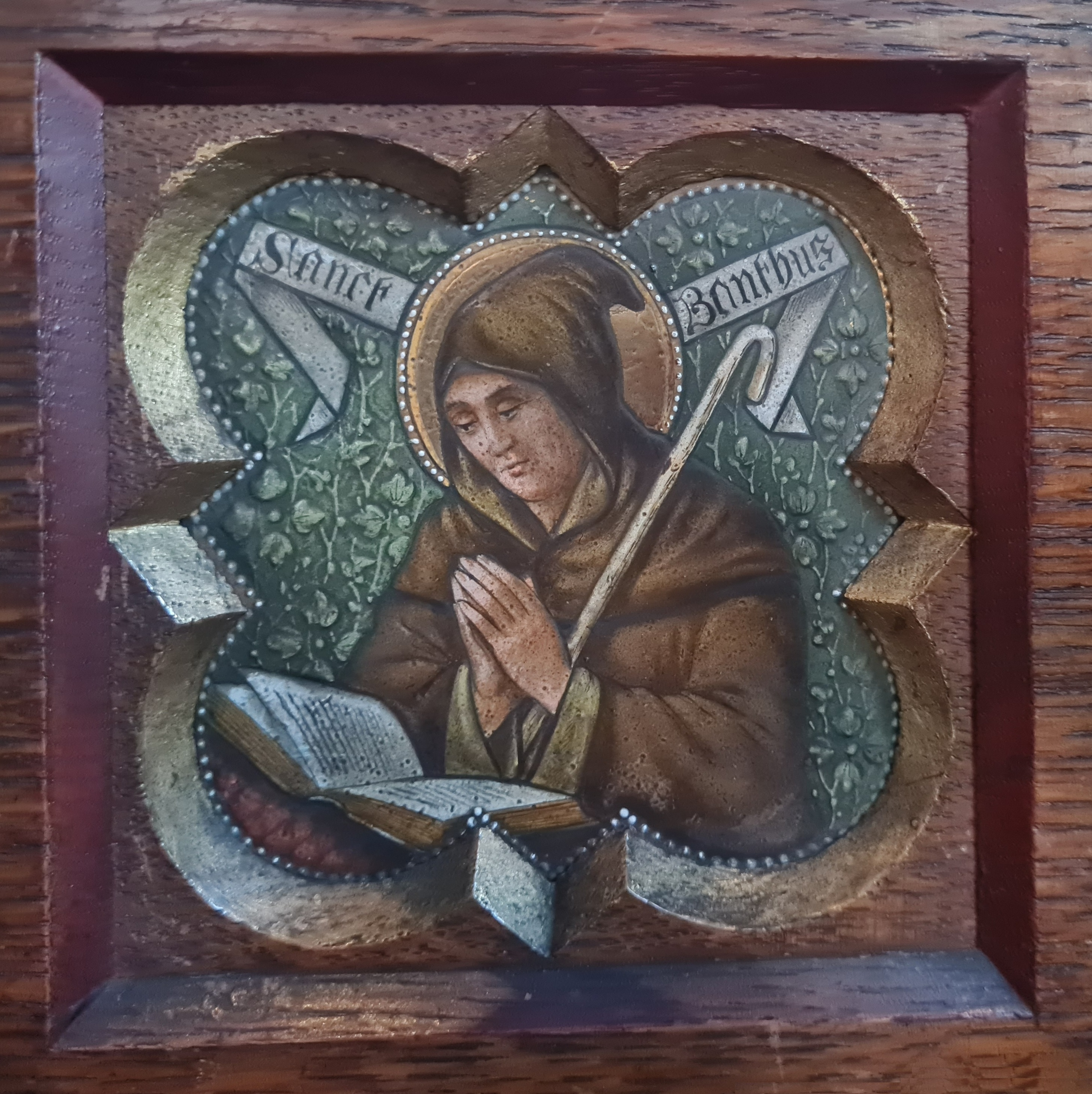
Bantusreliquiar, Bantuskapelle, Trier

Bantus von Trier (auch Banthus oder Pantus geschrieben; * im 6. oder 7. Jahrhundert; † im 7. Jahrhundert in Trier) war ein Trierer Priester und missionierte mit seinem Bruder, dem heiligen Beatus, im 7. Jahrhundert im Westen des heutigen Deutschland in der Gegend von Hunsrück und Hochwald. Wie sein Bruder gehörte er zu einer Gruppe von Einsiedlern um den Trierer Bischof Magnerich († nach 586), die sich der Mission widmeten; das Manuskript Gesta Treverorum aus dem 12. Jahrhundert identifiziert diese Einsiedler als Wulfilacus, Ingobert, Disibod, Wendalinus, Carilelf, Bantus und Beatus.
Über das Leben der beiden Brüder Bantus und Beatus ist wenig bekannt. Im Testament des Diakons Adalgisel Grimo aus dem Jahr 634 wird Bantus als Leiter eines Hospitals in Trier genannt. Er wurde in Trier bestattet; seine Gebeine befinden sich in der Banthuskapelle hinter dem Trierer Dom.
Die Banthuskapelle wurde angeblich unter Archidiakon Thiedo (952–964) erbaut, 1124 nach Renovierung neu geweiht und 1774 umgebaut. Im Zweiten Weltkrieg wurde sie schwer beschädigt und 1957 etwas verkürzt wieder aufgebaut. Heute ist sie die Hauskapelle des Generalvikariats. Die Kapelle ist als einziges Gebäude des mittelalterlichen Banthushospitals erhalten.
Katholischer Gedenktag des Baltus von Trier ist der 25. Juli. Im Bistum Trier wird der Brüder Beatus und Bantus am 28. Juli gedacht.